# Paita (tỉnh)
Tỉnh Paita (tiếng Tây Ban Nha: Provincia de Paita) là một tỉnh thuộc vùng Piura của Peru. Tỉnh Paita có diện tích 1784 km², dân số thời điểm theo điều tra dân số ngày 11 tháng 7 năm 1993 là 76070 người. Tỉnh lỵ đóng ở Paita.